# 중동 (부천시)
중동(中洞)은 경기도 부천시 원미구의 행정동이자 법정동이다. 1990년대까지만 해도 농촌 지역이었으나 중동신도시가 조성되어 도시 지역이 되었다. 동의 이름은 예전 이 지역이 넓은 농경지의 한가운데였다는 것에서 유래하였다.

## 법정동
- 중동
- 상동(上洞)

## 인구
2010년 기준 중동의 인구는 146,347명이다. 이중 남자는 71,860명, 여자는 74,487명으로 여자가 많고 성비는 96.5이다. 14세 이하의 유소년 인구의 비율은 16.3%로 부천시 평균 15.8%보다 높다. 노년 인구 비율은 6%이고, 가장 인구가 많은 연령대는 45 ~ 49세이다.

## 주요 기관
- 중동 행정복지센터

### 관공서
- 상동 행정지원센터
- 인천지방법원 부천지원
- 인천지방검찰청 부천지청

## 공원
- 넘말공원
- 도담어린이공원
- 꽃마을공원
- 복사골공원
- 행운어린이공원
- 중앙공원
- 푸른어린이공원
- 소향공원
- 장말공원
- 청실공원
- 미리내어린이공원
- 새싹공원
- 복사골공원

### 교육 기관
- 부천서초등학교
- 부인초등학교
- 송내초등학교
- 상도초등학교
- 상지초등학교
- 중동초등학교
- 상도중학교
- 부천중학교
- 부인중학교

## 교통

### 도로
- 송내대로

### 철도
- ● 수도권 전철 1호선 (경인선) : 송내역 - 중동역

## 아파트
| 단지명              | 건설사                         | 시행사                  | 주소       | 입주        | 비고            |
| ------------------- | ------------------------------ | ----------------------- | ---------- | ----------- | --------------- |
| 금강마을            | 신동아건설                     | 대한주택공사            |            | 1994년 5월  |                 |
| 한라마을 주공 1단지 | 대호건설㈜                     | 대한주택공사            |            | 1994년 11월 |                 |
| 덕유마을 주공 1단지 | 신동아건설                     | 대한주택공사            |            | 1994년 12월 |                 |
| 중흥마을 주공 6단지 | 아남건설㈜                     | 대한주택공사            |            | 1995년 4월  |                 |
| 은하마을 주공 1단지 | 고려개발                       | 대한주택공사            |            | 1995년 7월  |                 |
| 은하마을 주공 2단지 | 삼환기업                       | 대한주택공사            |            | 1995년 9월  |                 |
| 한라마을 주공 2단지 | 신동아건설 한성㈜              | 대한주택공사            |            | 1995년 9월  |                 |
| 한라마을 주공 3단지 | ㈜한국자원건설 ㈜효자종합건설  | 대한주택공사            |            | 1996년 4월  |                 |
| 덕유마을 주공 3단지 | 삼환기업㈜                     | 대한주택공사            |            | 1996년 5월  |                 |
| 덕유마을 주공 2단지 | ㈜금강종합건설                 | 대한주택공사            |            | 1996년 8월  |                 |
| 덕유마을 주공 4단지 | ㈜금강종합건설                 | 대한주택공사            |            | 1997년 5월  |                 |
| 연화마을 건영       | 건영                           | 건영                    |            |             |                 |
| 복사골 건영         | 건영                           | 건영                    |            |             |                 |
| 꿈마을 건영서안     | 서안㈜ 건영                    | 서안㈜ 건영             | 옥산로 65  | 1994년 2월  |                 |
| 꿈마을 삼환한진     | 삼환기업㈜ 한진건설            | 삼환기업㈜ 한진건설     |            |             |                 |
| 팰리스카운티        | 대우건설 대림산업 현대산업개발 | 부천중동주공 재건축조합 | 중동로 108 | 2009년 7월  | 중동주공 재건축 |

## 사진

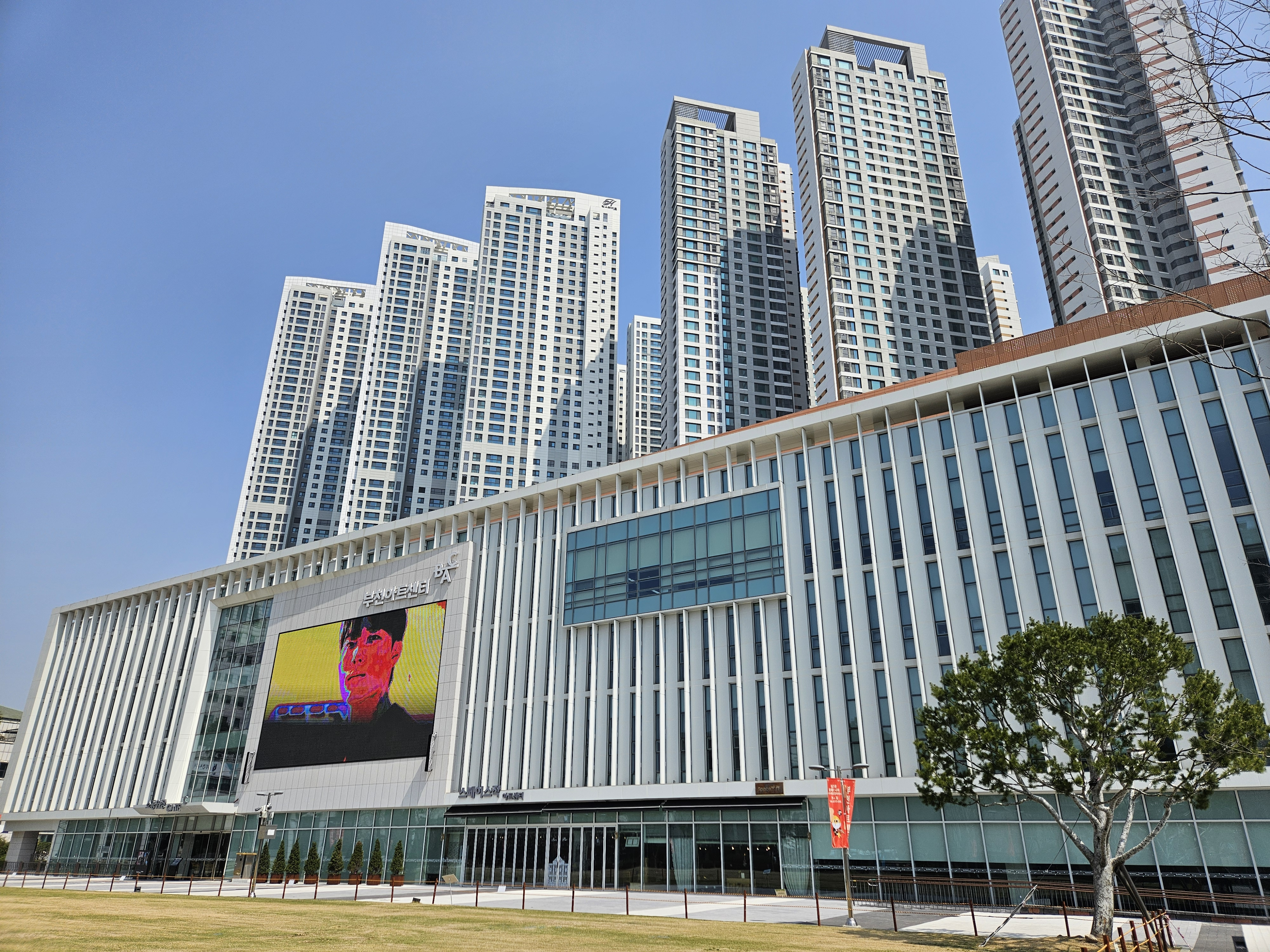
부천아트센터